# 大阪市立依羅小学校
大阪市立依羅小学校（おおさかしりつ よさみしょうがっこう）は、大阪府大阪市住吉区にある公立小学校。

## 沿革
明治時代初期の学制発布に伴い、1872年に住吉郡二十数か村（のちの住吉村、墨江村、安立町、敷津村、長居村、依羅村。現在の住吉区全域と、住之江区のうち粉浜と南港を除く大半の地域に相当）を校区とする住吉郡第二区第一番小学校（現在の大阪市立墨江小学校）が創設された。
翌1873年には住吉郡苅田村（町村制実施で依羅村）の西光寺（現在の住吉区苅田6丁目）に、住吉郡第二区第二番苅田小学校が開設された。さらに1874年には住吉郡我孫子村（町村制実施で依羅村）の円満寺（現在の住吉区我孫子4丁目）に、住吉郡第二区第五番我孫子小学校が開設された。苅田・我孫子の2校が、依羅小学校の起源となっている。我孫子小学校は1884年に山之内村・金林寺（現在の住吉区山之内元町）に移転している。
1886年に苅田、我孫子の2校の合併により依羅小学校が創設された。当初は我孫子村・引接寺（現在の住吉区我孫子4丁目）に校舎を設置していたが、1892年5月5日に現在地に校舎が完成して移転した。同日を創立記念日としている。
また依羅村から長居村が分離した際、長居村を校区とする長居尋常小学校（現在の大阪市立長居小学校）が1895年に独立開校している。
明治時代・大正時代を通じて高等科は墨江村の墨江尋常高等小学校（現在の大阪市立墨江小学校）に委託していたが、1924年に高等科を併設した。高等科は1944年、墨江小学校に統合される形で廃止されている。
1941年の国民学校令により、大阪市依羅国民学校に改称した。太平洋戦争の戦局悪化により、1944年以降学童疎開を実施することになり、依羅国民学校の児童は泉北郡西陶器村（現在の堺市中区）に疎開した。しかし疎開先も空襲の危険が出たとして、1945年5月には島根県能義郡（現在の安来市）に再疎開している。集団疎開は終戦後の1945年10月まで続いた。また児童のいなくなった校舎には1944年以降、大阪海兵団が置かれた。
1947年には学制改革により、大阪市立依羅小学校に改称した。
1950年代以降地域の宅地化などに伴い、児童数が急増した。校舎の増築や二部授業の実施、地域の施設を教室として借用するなどの対応がとられたが、従来の校区の一部を周辺の新設校に分離する形で過大規模を解消した。

### 年表
- 1873年 - 住吉郡苅田村に住吉郡第二番苅田小学校開設。
- 1874年 - 住吉郡我孫子村に住吉郡第五番我孫子小学校開設。
- 1886年 - 苅田・我孫子の二校の合併により住吉郡依羅尋常小学校に改称。
- 1888年 - 住吉郡依羅簡易小学校に改称。
- 1892年5月5日 - 現在地に移転。住吉郡依羅尋常小学校に改称。
- 1895年12月11日 - 住吉郡長居尋常小学校（現在の大阪市立長居小学校）を分離。
- 1896年4月1日 - 郡の合併により、東成郡依羅尋常小学校と称する。
- 1924年 - 高等科を設置。東成郡依羅尋常高等小学校に改称。
- 1925年 - 依羅村が大阪市に編入されたことに伴い、大阪市依羅尋常高等小学校に改称。
- 1941年 - 国民学校令により、大阪市依羅国民学校に改称。
- 1944年4月 - 泉北郡西陶器村（現在の堺市中区）に集団疎開。
- 1945年5月 - 疎開先も空襲の危険ありとして、島根県能義郡（現在の安来市）に再疎開。
- 1947年4月1日 - 学制改革により、大阪市立依羅小学校に改称。
- 1956年 - 校歌制定。
- 1958年4月1日 - 校区の一部を、新設の大阪市立南住吉小学校校区へ分離。
- 1958年 - 苅田分校を設置。
- 1960年4月1日 - 苅田分校が大阪市立苅田小学校として独立開校。
- 1967年4月1日 - 校区の一部を、新設の大阪市立山之内小学校校区へ分離。
- 1976年4月1日 - 校区の一部を、大阪市立苅田南小学校校区へ分離編入。

## 通学区域
- 大阪市住吉区 浅香1丁目-2丁目、我孫子3丁目-5丁目、我孫子東2丁目-3丁目、杉本1丁目-3丁目、山之内元町。

卒業生は大阪市立我孫子南中学校に進学する。

## 出身者
- 麻丘めぐみ - 女優
- 本並健治 - サッカー選手
- 小野坂昌也 - 声優

## 交通
- JR阪和線 我孫子町駅 南東へ約500メートル。
- 地下鉄御堂筋線 我孫子駅 西へ約400メートル。